# BoxeR
Lim Yo-hwan (Seúl, Corea del Sur, 4 de septiembre de 1980) es un progamer de Starcraft, más conocido como SlayerS_`BoxeR` (comúnmente abreviado como BoxeR), su ID en el juego en línea del Starcraft llamado Battle.NET, y la raza que controla es terran.

## Carrera como jugador
En el año 2007, fue el mejor de todos los jugadores de Starcraft. Y en septiembre de 2007 nació un blog con 480 mil fanes, además salieron en DVD los juegos más entretenidos de sus partidas.Recibe un sueldo anual de aproximadamente 300.000 dólares, esto sin incluir los premios y contratos con auspiciadores.
En 2004 el famoso electronic sports lo eligió como el mejor jugador del mundo.
Situado en el primer lugar en el ranking KeSPA (Korean electronic Sports Association) más tiempo que ningún otro jugador (17 meses).
Primer jugador en lograr 100 victorias en la OnGameNet Starleagues.
Desde 1999 tuvo experiencia en la raza Terran, siendo su principal raza. Con su buena estrategia fue ganando poco a poco los torneos y comenzó a entrar en ligas de los juegos, ahí fue donde comenzó a ganar mostrando un gran dominio. Además obtuvo la primera posición dos años seguidos en WCG(world cyber games), razón por la cual fue llamado "el emperador de los Terran".
Hoy en día, tras haber terminado el servicio militar, entró de nuevo en el mundo de Starcraft. Pese a no tener la habilidad de antaño, Lim sigue siendo el jugador de StarCraft más conocido en todo el mundo.
Actualmente ha vuelto al Starcraft II y ha alcanzado en su primer intento los cuartos de final del GSL, codeándose de nuevo con los mejores pese al poco tiempo de práctica que ha tenido.
Durante el 2011 creó su propio equipo SlayerS Clan, que tuvo una notable participación en los torneos de equipo ganando la Global StarCraft II Team League dos veces. En noviembre del 2012 el equipo se disuelve.
En el 2013 BoxeR se unió como entrenador del equipo SK Telecom T1. Durante un periodo de tiempo se mantuvo como ayudante y entrenador obteniendo grandes éxitos para el equipo hasta que en el 2015 renuncia.

## Filmografía

### Apariciones en programas de variedades
| Año  | Programa        | Notas              |
| ---- | --------------- | ------------------ |
| 2015 | Running Man     | ep. 275 - invitado |
| 2015 | Hello Counselor | ep. 223 - invitado |